# The Death of You and Me
The Death of You and Me è un singolo del gruppo musicale britannico Noel Gallagher's High Flying Birds, il primo estratto dall'album di debutto omonimo. È stato pubblicato il 22 agosto 2011 nei formati CD e 45 giri, e il giorno precedente in download digitale.

## Il brano
Quarta traccia dell'album Noel Gallagher's High Flying Birds, The Death of You and Me ha segnato il ritorno di Noel Gallagher a due anni di distanza dallo scioglimento degli Oasis, avvenuto nell'agosto 2009. La canzone è stata definita come più sperimentale rispetto alla precedente produzione dell'artista, con sonorità rétro che ricordano lo stile Americana e le opere di Ray Davies dei The Kinks. Durante un'intervista lo stesso Noel ha rivelato alcuni dettagli relativi alla registrazione del brano, soffermandosi in particolare sulla decisione di introdurre una piccola orchestra di ottoni nella sezione strumentale:
Interrogato sul significato della canzone, e sulla possibilità che questo fosse legato alla definitiva separazione dal fratello Liam, Noel ha affermato:
The Death of You and Me è stata trasmessa in anteprima assoluta il 25 luglio 2011 dalla BBC Radio 2. Lo stesso giorno è stato reso disponibile il videoclip in esclusiva sul canale ufficiale YouTube del cantautore.
Nel 2012 una versione demo del brano, intitolata (People Who Would Be) The Death of You and Me, è stata inserita nel disco bonus Faster than the Speed of Magic (incluso nelle edizioni speciali dell'album dal vivo International Magic Live at The O2).

## Lato B
Il lato B del singolo è The Good Rebel: il brano è stato trasmesso per la prima volta il 9 agosto 2011 su BBC Radio 1, durante il programma condotto da Zane Lowe; nello stesso giorno è stato pubblicato in forma ufficiale anche su YouTube. Le origini della canzone risalgono con buona probabilità al periodo successivo alla pubblicazione dell'album Heathen Chemistry degli Oasis: infatti già nel maggio 2003 la rivista NME riportava The Good Rebel fra i nomi di alcune tracce che avrebbero potuto essere presenti in un futuro album della band. L'esistenza del brano era stata poi confermata da Noel Gallagher in un'intervista del 2009:
Analogamente al lato A del singolo, una versione demo della canzone (probabilmente successiva a quella citata dall'autore nell'intervista) è stata inclusa nel disco bonus Faster than the Speed of Magic.

## Video musicale
Il videoclip ufficiale, diretto da Mike Bruce, è stato girato al Club Ed, un set cinematografico nei pressi di Los Angeles che ricostruisce una tavola calda e una pompa di benzina nello stile dell'America degli anni cinquanta. Il video vede Noel Gallagher nel ruolo di un personaggio noto come The Light e mostra una cameriera (Devon Ogden) stanca della sua vita che decide di cambiarla completamente unendosi ad una banda di musicisti itineranti. La vicenda è il proseguimento del videoclip di If I Had a Gun... e trova la sua conclusione nel video del singolo successivo AKA... What a Life!.

## Tracce
CD e 45 giri
1. The Death of You and Me (album version) – 3:36
2. The Good Rebel – 4:22

Download digitale
1. The Death of You and Me (album version) – 3:36
2. The Good Rebel – 4:22
3. The Death of You and Me (video)

## Classifiche
| Classifica (2011)         | Posizione massima |
| ------------------------- | ----------------- |
| Belgio (Fiandre)          | 65                |
| Belgio (Vallonia)         | 74                |
| Giappone                  | 79                |
| Irlanda                   | 35                |
| Italia                    | 47                |
| Regno Unito               | 15                |
| Regno Unito (independent) | 2                 |
| Scozia                    | 10                |